# پارکتون (مریلند)
پارکتون (به انگلیسی: Parkton) یک منطقهٔ مسکونی در ایالات متحده آمریکا است که در شهرستان بالتیمور، مریلند واقع شده‌است.